# Granblue Fantasy The Animation
Granblue Fantasy The Animation (яп. グランブルーファンタジー　ジ・アニメーション «Фантазия Гранблю») — аниме-адаптация японского RPG-квеста Granblue Fantasy для устройств iOS и Android, вышедшего в марте 2014 года. В сентябре 2015 года, было объявлено, что студия A-1 Pictures, возьмётся за аниме-адаптацию в виде TV-сериала. 8 мая 2016 года начался выход манги в издательстве «Cycomics». На данный момент вышло три тома манги.

## Сюжет
История происходит в вымышленном мире, где дрейфуют в небе бесчисленное количество островов и всё пропитано магией. Юноша Гран и его говорящий друг-змей по имени Вирн, находят на одном из таких островов Лурию, девушку, которая сбежала из империи Эрсте. Теперь, герои отправляются в дальнее путешествие по этим островам, дабы спрятаться от могущественной империи и найти пропавшего отца Грана.

## Персонажи

### Главные герои
Гран (яп. グラン Гуран)
Сэйю: Юки Оно
Вирн (яп. ビィ Би:) — Подобное ящерице существо, которое настаивает на том, что он дракон. Он спутник Грана и следует за ним куда угодно. У него есть любовь к яблокам, и было замечено, что он несколько склонен к тому, чтобы что-то делать, когда ему предлагают яблоко в качестве награды.
Сэйю: Риэ Кугимия
Лурия (яп. ルリア Рурия) — Лурия обладает способностью соединяться со Звездными Зверями через свои силы, представленные синим драгоценным камнем. Империя держала ее в заложниках, поскольку они хотели использовать ее в своих экспериментах.
Сэйю: Нао Тояма
Каталина Ализа (яп. カタリナ・アリゼ Катарина Аридзэ) — Бывший лейтенант Империи. Она спасает Лурию из камеры на корабле Империи и убегает. Несмотря на успех, она заклеймлена как предательница, но считает, что Лурия сделала правильно. Она сильный боец меча и владеет рапирой. Она часто показывает свои навыки, когда противостоит солдатам Империи.
Сэйю: Миюки Савасиро
Ио Эвклаз (яп. イオ・ユークレース Ио Ю:курэ:су)
Сэйю: Юкари Тамура
Ракам (яп. ラカム Ракаму) — Пилот дирижабля оказавшийся в Порт-Бризе.
Сэйю: Хироаки Хирата

### Второстепенные персонажи
Розетта (яп. ロゼッタ Родзэтта) — Таинственная девушка с острова Люмаси, которая намного старше и мудрее, чем кажется.
Сэйю: Танака Риэ
Сиерокарте (яп. シェロカルテ Сэрокарутэ) — торговка, которая часто имеет какие-либо предметы и информацию, которые нужны путникам.
Сэйю] Эмири Като
Дранг (яп. ドランク Доранку) — Один из наемников, служащих Империи, который охотится на Лурию, часто имеет беззаботный тон.
Сэйю: Томокадзу Сугита
Стурм (яп. スツルム Суцуруму) — Одна из наемников, служащих Империи, напарница Дранга.
Сэйю: Канаэ Ито
Ойген (яп. オイゲン Ойгэн)
Сэйю: Ямадзи Кадзухиро (сезон 1), Кэйдзи Фудзивара (сезон 2)
Калиостро (яп. カリオストロ Кариосуторо) — Прародитель алхимии, легендарный алхимик, создавший себе вечно молодое женское тело милой девочки, в душе оставаясь мужчиной.

## Медиа

### Ранобэ
Адаптация романа была выпущена в 2014 году. В настоящее время в серии есть четыре книги, которые содержат игровые коды, которые можно использовать для специальных предметов в игре. Цифровые тома светового романа Granblue Fantasy также содержат игровые коды.

### Аниме
Аниме-адаптация игры, была анонсирована в сентябре 2015 года. Режиссёром стал Юки Ито, дизайн персонажей разработал Тосифуми Акай, а музыкальное сопровождение написали: Нобуо Уэмацу, Цутому Нарита и Ясунори Нисики. Открывающую композицию под названием «GO», исполнила музыкальная группа — «Bump of Chicken»; Закрывающей композицией является «Sora no Parade» (яп. ソラのパレード), в исполнении HARUHI. Аниме-сериал производства студии A-1 Pictures. Первоначально, трансляция сериала должна была быть в январе 2017 года, однако, по неизвестной причине, трансляцию пренесли на первое апреля. 21 января 2017 года на Tokyo MX перед аниме-сериалом транслировался специальный телефильм, в котором транслировались первые два эпизода аниме-сериала. Aniplex of America лицензировал сериал в Северной Америке. Экранизация из 12 эпизодов выходила в эфир со 2 апреля по 18 июня 2017 года на Tokyo MX и других каналах. Дополнительный эпизод «Another Sky», вышедший 25 июня 2017 года на Tokyo MX, и выпуск 7-го тома Blu-ray / DVD, выпущенный 25 октября, показали этот и второй дополнительный эпизод. MVM Films выпустила сериал в Великобритании.
Второй сезон был анонсирован в июле 2019 года. Премьера состоится 4 октября 2019 года на Tokyo MX и других каналах. Второй сезон создаёт MAPPA. Юи Умемото руководит вторым сезоном, а новый сценарист Киёко Ёсимура занят написанием сюжета, а Фумихиде Сай — новый дизайнер персонажей. Цутому Нарита и Ясунори Нисики возвращаются, чтобы написать музыкальное сопровождение. Все сэйю из первого сезона вернуться на свои места.

#### Список серий
| Первый сезон | Первый сезон                               | Первый сезон        |
| № серии      | Название                                   | Трансляция в Японии |
| ------------ | ------------------------------------------ | ------------------- |
| 1            | Девушка в голубом (蒼の少女)               | 1 апреля 2017       |
| 2            | Отъезд (旅立ち)                            | 8 апреля 2017       |
| 3            | Навстречу ветру (風の出会い)               | 15 апреля 2017      |
| 4            | Решение рулевого (操舵士の)                | 22 апреля 2017      |
| 5            | Хранитель бури (決戦、嵐の守護神)          | 29 апреля 2017      |
| 6            | Завеса тайны приоткрыта (想いは陽炎の如く) | 6 мая 2017          |
| 7            | Железный гигант (鉄の巨人)                 | 13 мая 2017         |
| 8            | Разлучённая пара (ふたりの)                | 20 мая 2917         |
| 9            | Горизонт за облаками (雲上の水平線)        | 27 мая 2017         |
| 10           | Разлука (解離)                             | 3 июня 2017         |
| 11           | Желание Лирии (ルリアの想い)               | 10 июня 2017        |
| 12           | Морское столкновение (大海の決戦)          | 17 июня 2017        |
| 13           | Другое небо (もう一つの空)                 | 24 июня 2017        |